# Pseudomantis
Pseudomantis, es un género de las mantis, de la familia Mantidae, del orden Mantodea. Es originario de Australia.

## Especies
- Pseudomantis albofimbriata
- Pseudomantis dimorpha
- Pseudomantis hartmeyeri
- Pseudomantis victorina